# Tak: The Great Juju Challenge
Tak: The Great Juju Challenge est un jeu vidéo de plates-formes développé par Avalanche Software et édité par THQ, sorti en 2005 sur GameCube, PlayStation 2, Xbox, Nintendo DS et Game Boy Advance.

## Voix originales
- Jason Marsden : Tak
- Dee Bradley Baker : Crug, Dark Juju
- Jeff Bennett : Belly Juju, Caged Juju, Tete #1, Roi Maman
- Rob Paulsen : Dead Juju, Tete #2, Tlaloc, Mind-Reader Juju
- Michael Gough : Juju Challenge Host
- Jennifer Hale : Flora Juju
- Lara Jill Miller : Dinky Juju
- Edie McClurg : Stone Crusher
- Candace Bailey : Moon Juju
- Tina Illman : Fauna Juju
- John Kassir : Jibolba
- Mitzi McCall : Thunder Fist
- André Sogliuzzo : Bartog
- Breanna Pflaumer : Apprentice Breanna
- Patrick Warburton : Lok

## Accueil
- Jeuxvideo.com : 13/20 (PS2)[1] - 11/20 (DS)[2] - 9/20 (GBA)[3]